# Sección 10 de Azucareros
Sección 10 de Azucareros är en ort i Mexiko.   Den ligger i kommunen Cárdenas och delstaten Tabasco, i den sydöstra delen av landet, 600 km öster om huvudstaden Mexico City. Sección 10 de Azucareros ligger 27 meter över havet och antalet invånare är 628.
Terrängen runt Sección 10 de Azucareros är mycket platt. Runt Sección 10 de Azucareros är det ganska tätbefolkat, med 83 invånare per kvadratkilometer. Närmaste större samhälle är Cárdenas, 5,4 km norr om Sección 10 de Azucareros. Trakten runt Sección 10 de Azucareros består till största delen av jordbruksmark.